# 動態保存

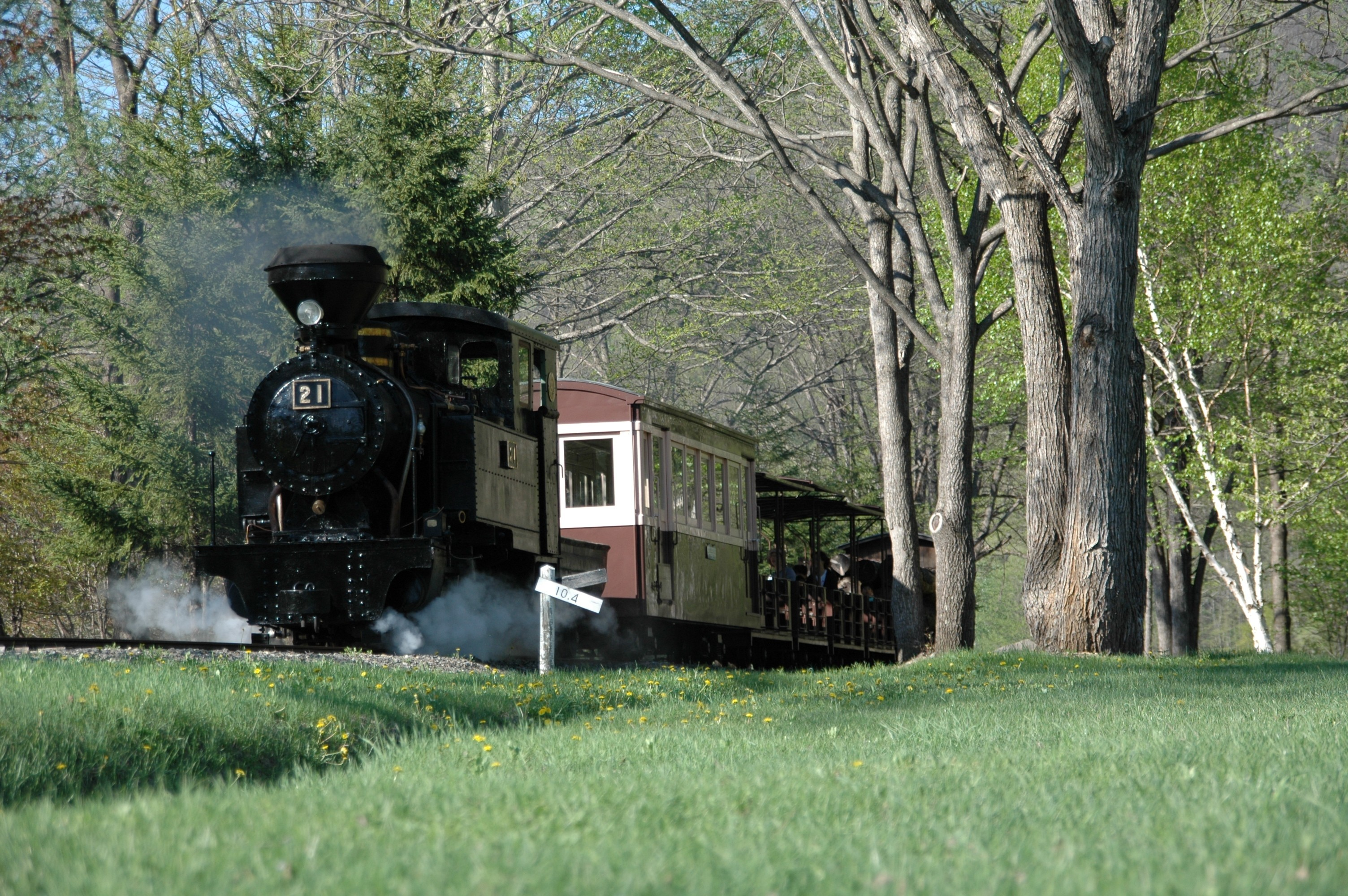
北海道遺産・準鉄道記念物でもある雨宮21号

動態保存（どうたいほぞん）とは、機械が関連産業においてほとんど使用されていない状態で、本来の目的に沿って運転・運用できる状態で保存されること、あるいはその状態そのもののことである。博物館や公園に常設展示するなど、動作・運用が不可能な場合、または運用する意図のない状態で保存される場合は静態保存という。
なお、鉄道の動態保存においては、個々の車両の保存では動いている状態とは言えず、廃線となった路線という運営システム自体を保存し旧式の車両を走らせる場合を保存鉄道（嵯峨野観光鉄道など）と呼ぶ。ただし、車籍を復活させた車両を現存する路線で走らせる動態保存についても「保存鉄道」と呼ぶ場合もあり、区別は曖昧である。

## 概要

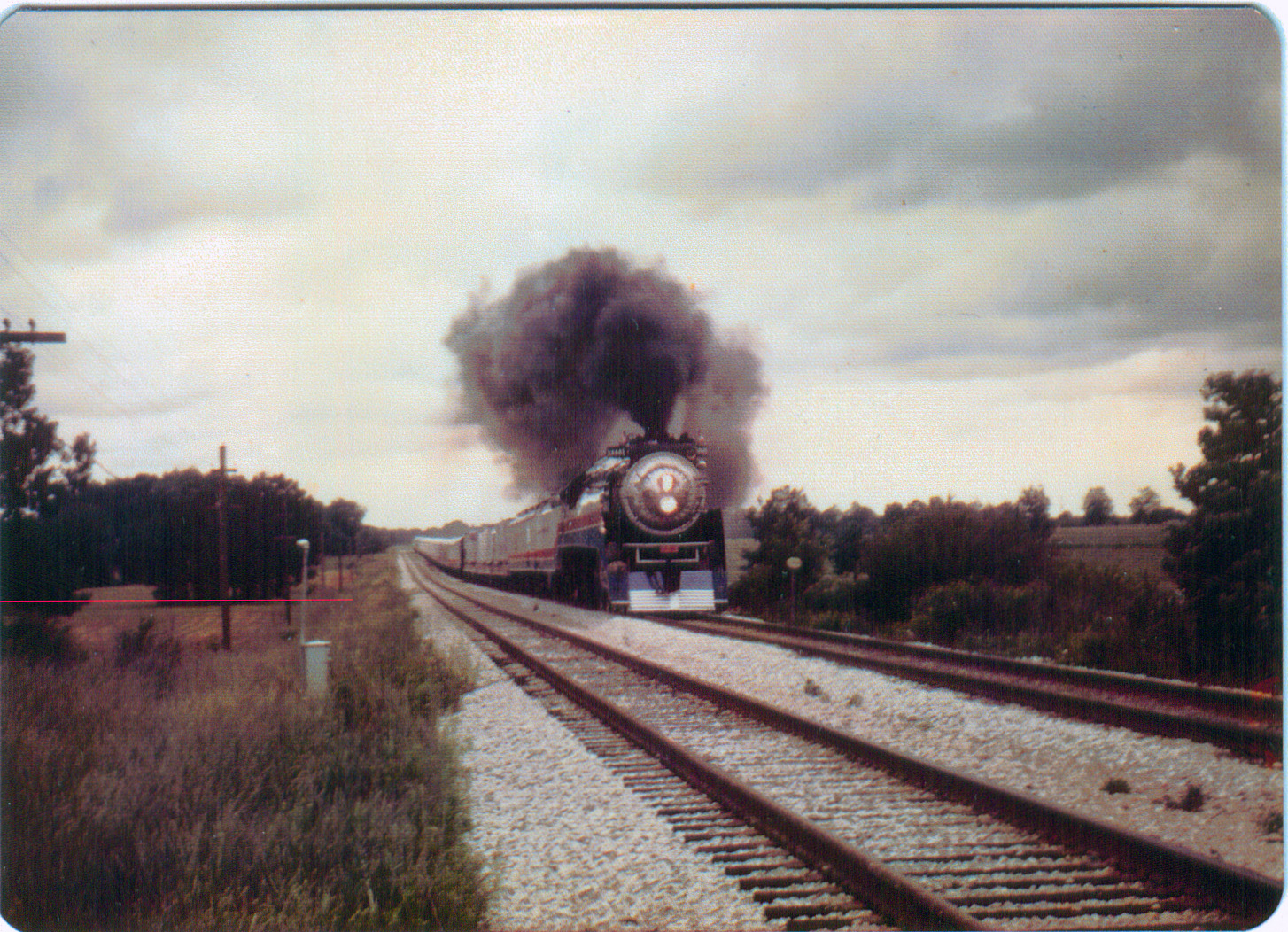
静態保存の後動態保存に復帰しアメリカン・フリーダム・トレインを牽引するサザン・パシフィック鉄道4449号機

かつては一般的に使用されていた機械類であっても、技術の発展に伴って新しい機械へと入れ替えられ、不要となることは度々ある。しかし、そのよう場合であっても、近代化遺産（産業遺産）の観点やファンのボランティアなどにより、動作可能な状態で保存されることがある。そのようにして保存されること、もしくはそのようにして保存されている状態を指して「動態保存」という。
動態保存するということは、その機械が一般に使用されていた当時と同様の状態におかなければならないということであり、それはその機械を恒常的に稼働させうる状態に保たなければならないということを意味する。しかも、その機械が一般に用いられていた時代から時を経ているため、破損した場合に交換すべき機械部品がもはや製造されていなかったり、動作に必要な技術がもはや現行の機械では用いられていないことがままある。そのため、静態保存に比して圧倒的に多くの時間・資金・労力・技術・知識（機械工学・土木工学・電気動力車なら電気工学に熟知している必要があるほか、外国製車輛なら語学力も必要になる）および時代考証を要することになる。そのため、動態を維持することができなくなり、やむをえず静態保存に移行することも珍しくない（C62ニセコ号など）。
逆に、かつて静態保存されていた機械を再び稼働する状態に戻すこともあり、これを動態復元（レストア）という。この具体例として日本の国鉄D51形蒸気機関車498号機や米国のサザン・パシフィック鉄道4449号蒸気機関車がある。

## 各種の動態保存
以下、いくつか動態保存が行われているものについて簡略に説明する。

### 交通機関

#### 鉄道
鉄道の分野でも技術革新に伴い旧式化した車両は徐々に引退していき姿を消すのが常だが、それらの旧式になった車両を保存しておこうという動きが各地に見られる。
鉄道の場合大きな問題となるのは、「車両を整備・保存するだけでは、動態保存とはならない」ということである。鉄道車両を走らせるためには「線路」が必要だからであり、個人レベルで動態保存が可能な他のものとは大きく様相が異なる。そのため、「商業的路線の上を走らせる」「線路ごと組織が保有してその上を走らせる」「運転をする場合に仮設の線路を敷設する」などの手段を講じる必要が出てくる。線路ごと保有するタイプのものを「保存鉄道」などと呼ぶ。保存鉄道のケースでは、車両だけではなく運行管理に必要な付帯設備類も含めて、産業遺産的な価値を持つものの動態保存が目指されることがある。特にイギリスでは保存鉄道を維持する市民的運動が非常に盛んであり、全土で100以上の保存鉄道がある。また、アメリカ合衆国にあるサンフランシスコ市営鉄道のFラインは保存鉄道でありながら大都市での市民の足として使われている珍しい例である。

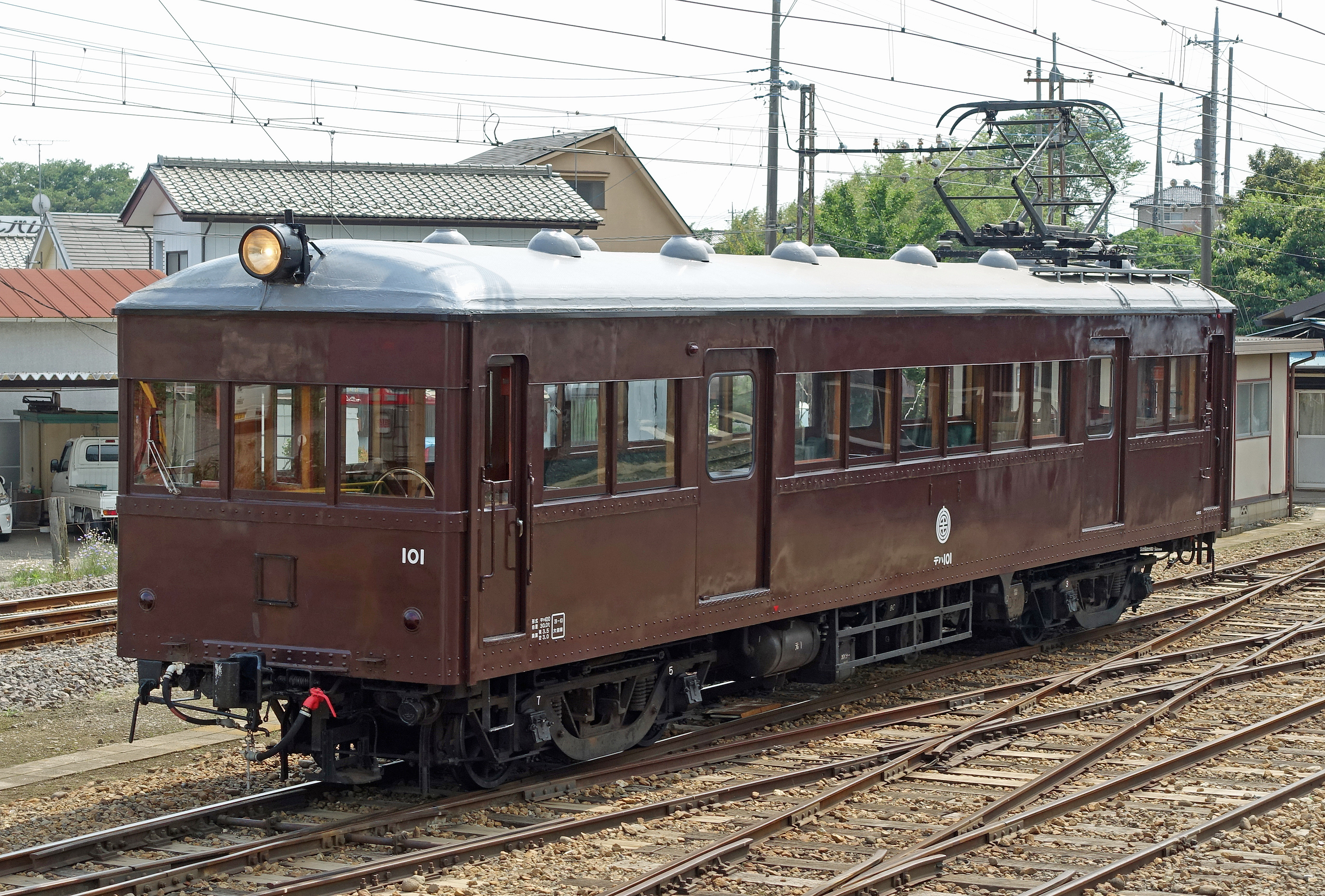
上毛電気鉄道デハ100型101号車

日本国内の鉄道においては、電車化・ディーゼル車化によって既に定期列車としては姿を消した蒸気機関車 (SL) についての保存が有名である。大井川鐵道を初めとし、観光目的を兼ねてSLの動態保存・保存運行を行う鉄道会社が複数ある。国鉄OBの恒松孝仁（大日方孝仁）氏はSLを改造し圧縮空気を用いて簡易的に自走させる「エアロコモーティブ（エアロコ）」を研究した。エアロコモーティブでは鉄道として営業運行をすることはできないが、保存コストが低廉でボイラー技士などの資格を要しないなどのメリットがあり、恒松氏が亡くなった後は鉄道車両など重量物の輸送事業を手がけるアチハが事業化している。 SL以外についても、旧式の車両を動態保存している例があり、上毛電気鉄道では1928年製のデハ100型電車（101号）を可動状態で維持し、年に数回の臨時列車・貸切列車やバラスト散布のための工事列車牽引機として走行している。また、営業路線の線路を使わないものでは、廃止された路線の一部を使って動態保存を行っているケースや、敷地を借りて自前の線路を敷設しているケースもある。写真の雨宮21号は地元自治体が公園内に線路を敷設して動態保存を行っている事例である。なお、動態保存された状態から営業復帰した例として、東武博物館所有で動態保存されていた東武鉄道の元東上線8000系の8111Fが東武野田線に転属したことが挙げられる。

#### バス

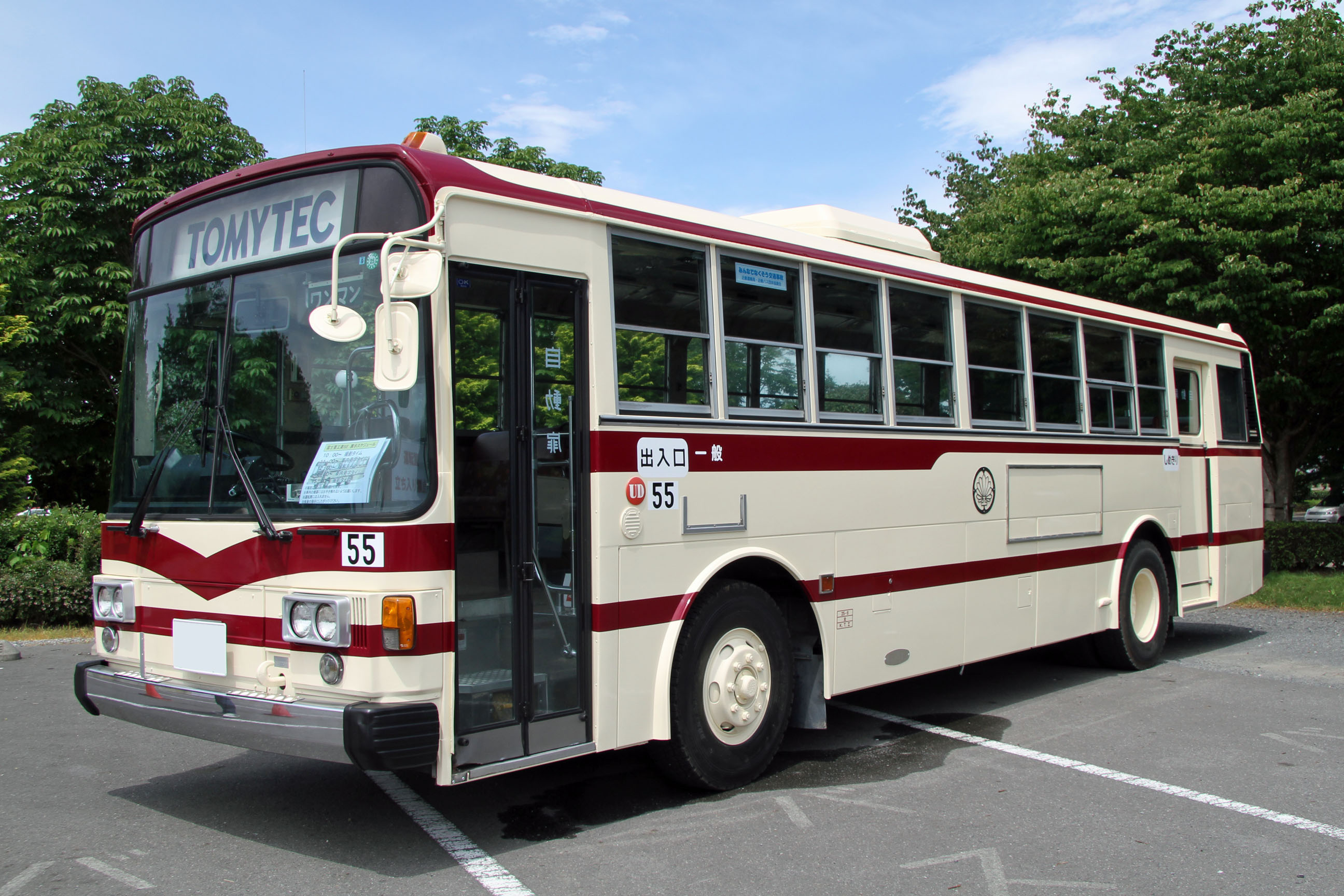
トミーテックで動態保存されている元京都バス55号車（日産ディーゼル・UA32L改（富士重工5E架装））

昭和30 - 40年代の年式のボンネットバスなど古いバスの動態保存が行われている。個人で所有して自家用車のように走らせているケースのほか、定期観光バスや貸切バスなどとして整備・運行している会社も見受けられる。この場合「その会社で使用していた車両」ではないケースもある。塗装についてはその会社で「その当時に採用していた塗装」を復元している場合が多い。ただし、都市部での動態保存は自動車NOx・PM法およびディーゼル車規制条例に抵触することが多く、やむなく静態保存に移行することも多い（三角バスなど）。

#### レーシングカー
近年では自動車メーカーが、主に自社の企業文化や技術の継承を目的として、過去にワークス・チームなどで使用したレーシングカーをレストアし動態保存するケースが増えている。
日本では本田技研工業がツインリンクもてぎに併設されている「ホンダコレクションホール」においてレーシングカーのレストア作業を進めており、時折動作確認を兼ねてツインリンクもてぎの本コースにおいて走行テストを行っている。また日産自動車も座間記念車庫に保管されているレーシングカーの一部についてレストア作業を行っており、毎年年末に行われるニスモフェスティバルなどでレストアを完了したマシンが走行することがある。

#### 一般のオートバイや自動車
クラシックカーやクラシックオートバイは、その手の趣味を持つ者が多数、各自の力で動態保存を行っている。また、クラシックカーやクラシックオートバイを保有するミュージアムなどが所蔵車両の整備を行い走れるコンディションを維持していることもある。ときおりお披露目のパレードイベントなども行われる。

#### 戦車
第一次・第二次世界大戦で使われた戦車には軍隊や博物館などで動態保存されているものが多い。たとえばイギリスのボービントン戦車博物館ではドイツ軍のティーガーIや第一次大戦で世界最初に実戦に投入されたマークIなどが、フランスのソミュール戦車博物館ではドイツ軍のティーガーIIなどが、ドイツのミュンスター戦車博物館にはパンターなどが動態保存されている。日本軍の戦車では陸上自衛隊土浦駐屯地の八九式中戦車乙型がレストアされて自走可能な状態で保存されているが、エンジンは新しいものと交換されている。また、タイにはレストアにより自走可能な九五式軽戦車があり、ロシアには九七式中戦車と九五式軽戦車がある。

#### 航空機

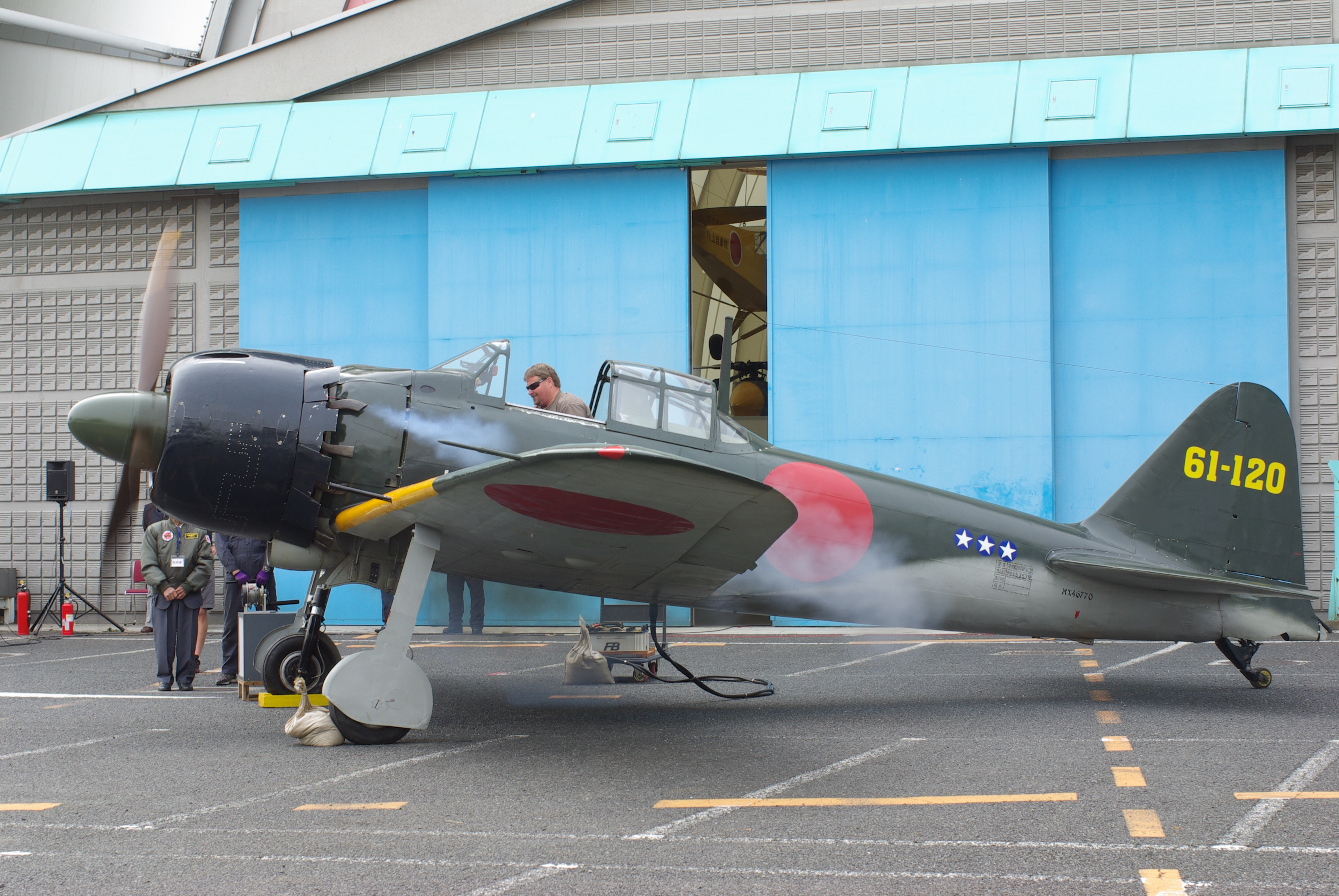
エンジン始動直後の零式艦上戦闘機。アメリカのプレインズ・オヴ・フェイム所蔵機。所沢航空発祥記念館の特別展にて。

第一次・第二次世界大戦時に製造されたレシプロ戦闘機や、黎明期のジェット戦闘機などの軍用機には飛行可能な状態で動態保存されているものがある。欧米ではこれらの機体をウォーバード(Warbird)と呼称し、盛んに修復が行われている。これらは個人所有の自家用機として運航されていたり、民間の保存団体・博物館や軍隊によって管理されエアショーなどの軍事・航空関連のイベントで飛行する姿が披露されたりしている。著名な軍用機保存団体の例としては、アメリカのプレインズ・オヴ・フェイム航空博物館や記念空軍、軍事航空博物館/ファイター・ファクトリー、イギリスの空軍バトル・オブ・ブリテン記念飛行小隊があげられる。
日本の軍用機では、戦後の武装解除の影響により動態保存されているものは希少で、さらに日本国内では環境が未整備なこともあり動態保存を試みたものの失敗した事例がある。例えば1973年に米国より里帰りした四式戦闘機は所有者の死によって杜撰な管理状態となり飛行可能状態を維持できなくなり静態保存となった。また、航空自衛隊静浜基地に保管されているT-3・T-34・T-6は現在も定期的に整備され飛行可能とされている（一時期は航空祭などによりフライトしていた）。現在は実際に飛行はしていないが定期整備はされている。ただし飛行させる場合には墜落を避けるため、エンジンはやむなく新しい物が搭載される。

### 潜水船
海洋研究開発機構の潜水調査船「しんかい2000」が新江ノ島水族館で動態保存・展示されている。

### 産業的機械類
イギリスなどの欧米では、トラクターやブルドーザーなどといった建設機械や、「トラクションエンジン」と呼ばれる産業用の蒸気自動車などの動態保存も盛んである。
最近ではコンピュータや計算機なども動態保存の対象となっており、例えば富士通では実際に稼動可能なコンピュータ（ただし電子計算機ではなくリレー式）としては世界最古となる『FACOM-128B』を同社の沼津工場で、また『FACOM-138A』を川崎工場で動態保存している。また社団法人東京文具工業連盟が運営する「日本文具資料館」では、カシオ計算機の『14-A』リレー式計算機（1957年発売）を動作可能な状態で展示している（ただし「修理不能」を宣言しているため、厳密な意味での「動態保存」ではない）。スーパーコンピュータではMD-GRAPE2が科学技術館にて動態展示されている。